# Српска саборна странка (Црна Гора)
Српска саборна странка (ССС) је бивша српска политичка партија у Црној Гори. Основана је средином 1996. године. Настала је уједињењем већег дијела дотадашње Народне демократске странке Црне Горе (НДС) и неких других српских политичких групација. Залагала се за унапређење положаја српског народа у Црној Гори. Приликом оснивања, за предсједника странке је изабран Митар Чворовић, а за потпредсједника Момир Војводић.
На скупштинским изборима који су  Црној Гори одржани у новембру 1996. године, странка је наступила у оквиру коалиције под називом Српски савез, која је освојила 5848 гласова (1,94%), што није било довољно за добијање посланичких мандата. И на савезним изборима који су одржани у исто вријеме, странка је наступила у оквиру исте коалиције (Српски савез), која је освојила 8287 гласова, што није било довољно за добијање посланичких мандата. Током предизборне кампање, руководство ССС је у више наврата упозоравало српску јавност у Црној Гори да супарничка Народна странка на челу са Новаком Килибардом припрема издају српских националних интереса у Црној Гори, што се показало као тачно.
Након избора, Српска саборна странка је наставила да сарађује са другим српским политичким организацијама у Црној Гори, а најближа сарадња је током 1997. године успостављена са тадашњом Српском радикалном странком др Војислав Шешељ (СРСВШ). У циљу обједињавања српских политичких снага у Црној Гори, највећи дио Српске саборне странке је на челу са страначким руководством приступио СРСВШ, чиме је ССС престала да постоји као посебна политичка организација.